# Von Dardel
von Dardel är en ursprungligen schweizisk släkt, där en gren erhöll svenskt adelskap 1810 under namnet Dardel. Adlandet skedde enligt § 37 i regeringsformen 1809, vilket innebär att endast huvudmannen är adlig. Namnformen von Dardel används emellertid oberoende av adelskapet. Andra namnformer är Dardel och de Dardel. Enligt offentlig statistik tillgänglig i september 2017 var följande antal personer bosatta i Sverige med namnformerna.
- von Dardel 18
- de Dardel 7
- Dardel 2

Tillsammans blir detta 27 personer. 
Den äldsta kända personen med namnet är en Jean (Jehan) Dardel från Estampes som levde på 1300-talet. Denne Jean Dardel är endast känd från den i biblioteket i Dôle på senare tid funna Chronique d'Arménie (Armeniens historia), som han skrivit. Motpåven Clemens VII utnämnde Dardel till biskop den 11 april 1383.
Släktens äldste kända stamfader är Huguenin Dardel som levde under slutet av 1400-talet i Villiers, Schweiz. Till släkten hörde även Jean Dardel (1920-2005), som var katolsk biskop i Clermont.
Kaptenen i engelsk tjänst, Georges-Alexandre Dardel, kom till Sverige 1808 och adlades år 1810 med namnet Dardel. Introducerad på Sveriges Riddarhus år 1812, som adlig släkt nr. 2 217. Endast huvudmannen har adlig värdighet. Georges-Alexandre Dardel fick preussiskt konfirmationsdiplom 1816 och den adlade släkten kallar sig därefter von Dardel. Till släkten hör Kofi Annans svärmor, Raoul Wallenbergs halvsyster, Nina Lagergren, som är dotter till överdirektör Fredrik von Dardel.

## Personer med namnen von Dardel, Dardel och de Dardel
- Fredrik von Dardel (1885–1979), jurist och direktör
- Fritz von Dardel (1817–1901), överintendent, militär och konstnär
- Georges Albert von Dardel (1850–1933), militär och kammarherre
- Georges Ludvig Robert von Dardel (1880–1951), arkitekt och konstnär
- Gustaf von Dardel (1882–1974), diplomat
- Guy von Dardel (1919–2009), partikelfysiker, halvbror till Raoul Wallenberg
- Hans von Dardel (1857–1932), militär
- Ingrid von Dardel (1922–1962), dansös och konstnär
- Jean-Jacques von Dardel (1918–1989), diplomat
- Maj von Dardel (1891–1979), författare, mor till Raoul Wallenberg
- Nils Dardel (1888–1943), konstnär
- Simone de Dardel (1913–1996). konstnär
- Thora Dardel (1899–1995), författare

## Släktträd
- Georges-Alexandre Dardel, adlad von Dardel (1775–1863)
  - Fritz von Dardel (1817–1901), överintendent, militär och konstnär
    - Fritz von Dardel (1847–1931), godsägare, jordbrukare[4]
      - Fredrik von Dardel (1885–1979), jurist och ämbetsman
      - + Maj von Dardel (1891–1979), gift med Fredrik von Dardel, mor till Raoul Wallenberg
        - Guy von Dardel (1919–2009), partikelfysiker, halvbror till Raoul Wallenberg
        - Nina Lagergren (1921–2019), halvsyster till Raoul Wallenberg
        - + Gunnar Lagergren (1912–2008), jurist, riksmarskalk, gift med Nina Lagergren
          - Nane Annan (född 1944), jurist och konstnär
          - + Kofi Annan (1938–2018), ghanaisk diplomat, generalsekreterare i FN, gift med Nane Annan

      - Nils Dardel (1888–1943), konstnär
      - + Thora Dardel (1899–1995), författare, gift med Nils Dardel 1921–1934
        - Ingrid Dardel (1922–1962), dansös och konstnär
        - + Gustaf Unger (1920–1995), dansare, skådespelare, journalist, filmproducent, gift med Ingrid Dardel  1946–1948
          - Henry Unger (född 1945), konstnär

        - + Lage Ekwall (1914–1993), lärare, reklamman och direktör, gift med Ingrid Dardel 1952–1959
          - Nils Ekwall (född 1954), konstnär

    - Georges Albert von Dardel (1850–1933), militär och kammarherre
      - Georges Ludvig Robert von Dardel (1880–1951), arkitekt och konstnär
      - Gustaf von Dardel (1882–1974), diplomat
        - Jean-Jacques von Dardel (1918–1989), diplomat

    - Hans von Dardel (1857–1932), militär

  - Louis-Alexandre de Dardel (1821–1901) överintendent, Schweiz[4]
    - James de Dardel (1859–1925) bankir, Schweiz[4]
      - Alexandre de Dardel (1885–1936), bankir, Schweiz[4]
        - Simone de Dardel (1913–1996), konstnär  i Sverige